# Berényi Béla
Berényi Béla, teljes nevén Berényi Béla Lipót (Debrecen, 1911. október 26. – Budapest, 2005. május 2.) fogorvos, szájsebész, egyetemi tanár, az orvostudományok kandidátusa (1962).

## Életpályája
Berényi István orvos, debreceni városi tisztiorvos és Radó Amália (1888–1975) fiaként született zsidó családban. Középiskolai tanulmányait a Debreceni Kegyes-Tanítórendi Római Katolikus Főgimnáziumban végezte (1921–1929), majd a debreceni Tisza István Tudományegyetem Orvostudományi Karának hallgatója lett, ahol 1935-ben orvosi oklevelet szerzett. 1935–36-ban a bécsi Rudolfspital II. számú Sebészeti Osztályán Demel professzor gyakornokaként működött. 1936 és 1938 között a Bécsi Egyetem Fogászati Klinikájának gyakornoka, egyetemi tanársegéde volt, azonban Ausztria német megszállása miatt menekülni kényszerült. 1938-ban fogorvosi szakvizsgát tett. Hazatérését követően az Apponyi Poliklinika Simon Béla vezette fogászati osztályán helyezkedett el segédorvosként. A zsidótörvények következtében nem folytathatta intézeti munkásságát, s 1940-től magánpraxist vezetett. 1939 januárjában felvették a Magyar Fogorvosok Országos Egyesületébe. 1942–1944 között a nagybányai Állami Kórház Sebészeti Osztályának munkaszolgálatos alorvosa, 1944 júniusa és októbere között lesencetomaji körorvos volt. A német megszállás után illegalitásba vonult és részt vett az ellenállási mozgalomban. A második világháború után a budafoki Tisztiorvosi Hivatal és az Újságírók Szanatóriumi Egyesülete szájsebész szakorvosa, 1947-től 1949-ig a budapesti Péterfy Sándor Utcai Kórház-Rendelőintézet Fogröntgen Osztályának alorvosa volt. 1949-ben belépett a hadsereg egészségügyi szolgálatába és az év szeptemberétől ő vezette a Központi Katonai Kórház Fogászati és Szájsebészeti Osztályát. A következő évben letette a sebész szakorvosi vizsgát. 1953–54-ben az V. Magyar Egészségügyi Csoport szájsebészeként Koreában dolgozott és csoportvezetői tisztséget töltött be. 1956 áprilisában a Budapesti Orvostudományi Egyetem, illetve SOTE Fogászati Klinikájára helyezték egyetemi adjunktusi beosztásba. 1957-ben megalakította a szájsebészeti, traumatológiai osztályt, amelyet 1957-től kezdve docensként vezetett. 1962-ben kinevezték a Központi Sztomatológiai Intézet igazgató-főorvosává. 1967 júliusában egyetemi tanári címet kapott és 1969-től 1974-ig a dékáni tisztséget is ő töltötte be. 1976-ban nyugalomba vonult. 1983-ban a Semmelweis Orvostudományi Egyetem Tanácsa honoris causa senatorrá választotta. 1987-ben a Nemzetközi Szájsebészeti Társaság tiszteletbeli tagjává fogadta. Közel 100 tudományos cikket írt, több hazai és külföldi szájsebészeti tankönyv szerzője, társszerzője volt.
Első felesége Aczél Edit, Édy (1917–1939) volt, Aczél Jenő debreceni ügyvéd és Weisz Ilona lánya. 1939-ben nőül vette Gál Zsuzsanna közgazdászt. Lánya Karlovitsné Berényi Éva (1940) mérnök.
A Fiumei úti sírkertben nyugszik.

## Díjai, elismerései
- Munka Érdemrend (1954)[6]
- Koreai Állami Zászlórend II. fokozata (1954)
- Munka Érdemrend arany fokozata (1976)[7]
- Árkövy József-emlékérem (1976)
- Balogh Károly-emlékérem (1978)

## Főbb művei
- A preventív fogászat mai állása. (Fogorvosi Szemle, 1947)
- Új implantációs fogpótlás. (Honvédorvos, 1950)
- Néphadseregünk fogászati ellátásának hiányosságairól. – Az arc-, állcsontsérültek ellátása a tábori egészségügyi szolgálatban a század körletétől a hadosztály segélyhelyig. (Honvédorvos, 1951)
- Ectodermis erosiva pluriori ficialis aureomycin terápiára gyógyult esete. (Fogorvosi Szemle, 1951)
- A fogpótlások javallatainak elbírálása sürgősségi szempontból. – A stomatitis ulcerosa a honvédfogorvos szempontjából. (Honvédorvos, 1952)
- Frissen készített érzéstelenítő oldatok alkalmazása a stomatológiában. (Fogorvosi Szemle, 1952)
- Új műtéti eljárás a nyitott harapás kezelésére. (Fogorvosi Szemle, 1953)
- Adamantinoma mandibulae műtéti megoldása egy ülésben végzett resectióval és alloplasticával. – Stomatológiai vonatkozású syndromatológia. (Fogorvosi Szemle, 1954)
- Nagykiterjedésű állcsontcysták gyógyítása csonthomotranszplantációval. (Katonaorvosi Szemle, 1954)
- Az arc- és állcsontok háborús sérülései. (Szájsebészet. Egyetemi tankönyv. Szerk. is Balogh Károllyal, Skaloud Ferenccel, Varga Imrével. Budapest, 1955)
- A makrocheiliák kórtana és megkülönböztető kórisméje. Pastinszky Istvánnal. (Fogorvosi Szemle, 1956)
- Állkapocstörések. Az Orvostovábbképző Intézet jegyzete. (Budapest, 1957)
- Az állkapocstörés előidéző okai, előfordulási helye és gyógyítása 112 eset elemzése kapcsán. (Fogorvosi Szemle, 1958)
- Az arckoponyatörések sebészi gyógyítása. (Magyar Traumatológia, 1960)
- Állkapocssérülések kórlefolyásának és a gyógyítás késői eredményeinek értékelése. Kandidátusi értekezés. (Budapest, 1961)
- A processus articularis mandibulae töréseinek gyógyítása. Nitsche, Herminnel és Vályi Edittel. (Fogorvosi Szemle, 1961)
- Idősült állkapocsficam műtéti eljárása. Ackermann Alajossal. – Az állcsonttörések jellegzetességei öregkorban. Péter Viktorral. (Fogorvosi Szemle, 1962)
- A gyakorló orvos fogászata. Szerk. Kovács Györggyel. 2 táblával. (A gyakorló orvos könyvtára. Budapest, 1963)
- Az arcdeformitások korrekciója szájsebészeti módszerekkel. (Orvosi Hetilap, 1968. 22.)
- A fogorvosképzés módszertani kérdései. (Felsőoktatási Szemle, 1970)
- Szájsebészet. Egyetemi jegyzet. (Budapest, 1972)
- Open Subcondylar Osteotomy in the Treatment of Mandibular Deformities. (Budapest, 1973)
- Nagyfokú arctorzulást okozó állcsonti rendellenesség műtéti korrekciója. Bögi Imrével. (Orvosi Hetilap, 1975. 30.)
- A sialochemiai vizsgálatok jelentősége a Sjögren-syndroma diagnosztikájában. Benedek Erikával. (Orvosi Hetilap, 1975. 48.)
- Nyálmirigygyullladások Sumetrolim kezelése. Benedek Erikával, Romhányi Tiborral. (Orvosi Hetilap, 1977. 16.)
- Szájsebészet. Monográfia és egyetemi tankönyv. Inovay Jánossal, Vámos Imrével. Az oxiológiai fejezetet Bencze Béla írta. (Budapest, 1980)